# Synthliboramphus craveri
El mérgulo californiano alioscuro (Synthliboramphus craveri), también denominado alcita de alas oscuras y mérgulo de Craveri, es una especie de ave caradriforme de la familia Alcidae que vive en el océano Pacífico, y las costas del golfo de California y la península de Baja California. Divagan con bastante regularidad hasta la altura de California central, principalmente en la época de dispersión tras la época de cría.
Está amenazado por las colonias de depredadores introducidos en sus colonias de cría, los vertidos de petróleo y el tráfico de petroleros. La incremento del turismo y las flotas de pesca comercial también amenazan a la especie. Se estima una población total de unas 6.000-10.000 parejas reproductoras por lo que se cataloga como especie vulnerable.

## Descripción
Es de pequeño tamaño, 25,5 cm de largo y una envergadura alar de 34,3 cm, en comparación con las aves de su familia. Su plumaje es negro en las partes superiores y blanco en las inferiores. Su cabeza es pequeña y su pico es estrecho y puntiagudo. Se parece a su pariente el mérgulo californirano aliclaro, aunque se diferencia de él por tener la parte inferior de las alas de color gris oscuro.

## Comportamiento
El mérgulo californiano alioscuro se alimenta en alta mar de alevines de peces como los arenques, peces de roca y peces linterna. Como otros álcidos bucea propulsándose con sus alas. A pesar de sus alas cortas son buenos voladores y no necesitan tomar impuso corriendo para despegar. 
Anida en pequeños acantilados, cuevas y bajo los arbustos de las islas áridas en colonias poco densas. Regresan del mar a las colonias por la noche. Sus pollos son muy precoces y abandonan el nido tan solo dos días después de la eclosión para adentrarse en el mar siguiendo a sus progenitores. Se sabe poco de su vida durante el periodo que pasan mar adentro debido a la dificultad que entraña su estudio.